# آيت سيدي اعمر (آيت علي أو يوسف)
آيت سيدي اعمر هو دُوَّار يقع بجماعة آيت عياش، إقليم ميدلت، جهة درعة تافيلالت في المملكة المغربية. ينتمي الدوّار لمشيخة آيت علي أو يوسف التي تضم 4 دواوير. يقدر عدد سكانه بـ 1232 نسمة حسب الإحصاء الرسمي للسكان والسكنى لسنة 2004.

## وصلات خارجية
- البوابة الوطنية للجماعات الترابية
- المندوبية السامية للتخطيط